# ルートヴィヒ・ボルヒャルト
ルートヴィヒ・ボルヒャルト（Ludwig Borchardt、1863年10月5日 - 1938年8月12日）は、ドイツのエジプト学者。アマルナでネフェルティティの胸像を発見したことで有名。

## 生涯

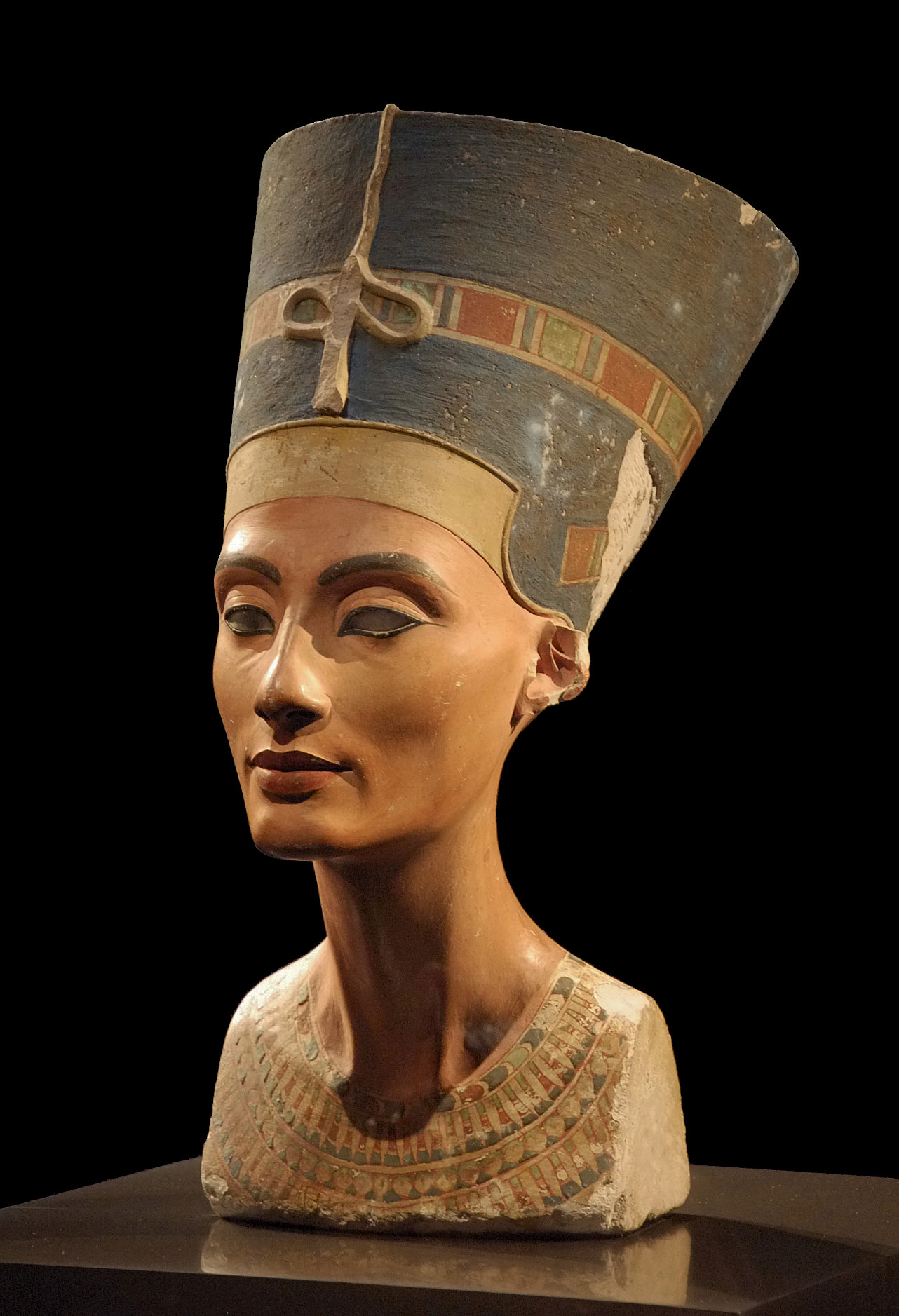
ネフェルティティの胸像

1863年にベルリンで古くからのユダヤ人の家庭に生まれた。6人の兄弟姉妹の2番目で、父は商人のHermann Borchardt (1830–1890)であり、母はBertha（旧姓Levin (1835–1910)）である。最初は建築を学び、後にアドルフ・エルマンの下でエジプト学を学んだ。1895年、カイロに行き、ガストン・マスペロとともにエジプト博物館のカタログ(Catalogue Général du Musée du Caire)を作成した。
主に焦点を当てたのは古代エジプトの建築であった。アマルナで発掘調査を開始し、トトメスの工房を発見した。その中には有名なネフェルティティの胸像があった（現在はベルリンの新博物館に所蔵されている）。1902年から1908年までサフラーのピラミッドの大規模な発掘調査を行い、埋葬地全体を調査した。この発見を2巻の研究Das Grabdenkmal des Konigs Sahure, "The Funerary Monument of the King Sahure"で発表し、これは現在でもサフラーのピラミッドの標準の研究と見なされている。
Eduard CohenとIda Kuhnの娘の1人であるEmilie (Mimi) Cohenと結婚した。1903年、Mimiは祖父のアブラハム・クーンから15万マルク（金53.7キログラムに相当）の遺産を相続し、そのほとんどをカイロの別荘の購入に使用した。
1907年、カイロにドイツ考古学研究所(Deutsches Archäologische Institut)を設立し、1928年まで所長を務めた。カイロに拠点を置いている間、ヘリオポリスとアブ・コラブの古王国の高貴な墓の発掘調査も指示した。1933年にナチスが権力を握ったときには、すべての考古学職を辞任することを余儀なくされた。その後、パリに自主的に亡命し、1938年8月12日にそこで死去した。著名な作家であった兄弟のGeorg Hermannは1943年11月19日にアウシュヴィッツでナチスに殺害された。
最近では、ボルヒャルトがネフェルティティの胸像をエジプトから密輸し、石膏で作られたアーティファクトであると報告したという主張についての論争が起きている。スイスの美術史家Henri Stierlinは、この胸像は1912年の複製であると主張している。

## 出版物
- Baugeschichte des Amontempels von Karnak (1905)
- Die Annalen und die zeitliche Festlegung des Alten Reiches der ägyptischen Geschichte (1917)
- Quellen und Forschungen zur Zeitbestimmung der Ägyptischen Geschichte, 3 volumes (1917–1938)